# Széna tér (Budapest)
A Széna tér közterület és közlekedési csomópont Budapesten, Víziváros és Országút városrészek találkozásánál.

## Fekvése
Határai: Ostrom utca 33., Csalogány utca 52., Varsányi Irén utca 39., Margit körút 68. és 89., Lövőház utca 1. és 2., Retek utca 1. és 2., Margit körút 91. és 70., Vérmező út 1. és 2., Ostrom utca 18.

## Közlekedés

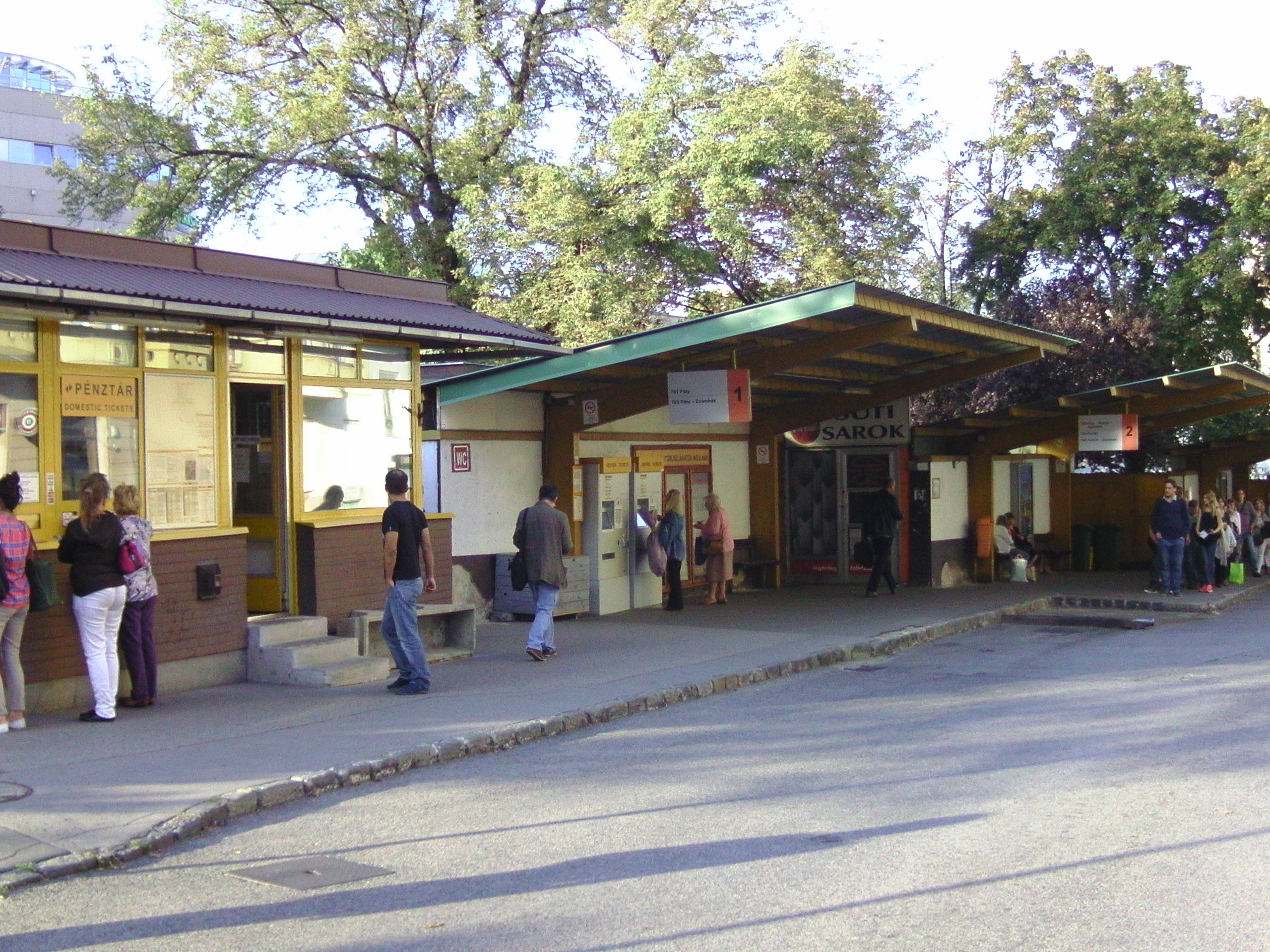
Az egykori buszállomás (2014)

A téren áthalad a 4-es, a 6-os és a 17-es villamos, valamint a 39-es, a 960-as és a 990-es busz. Itt volt a Széna tér autóbusz-állomás a Zsámbéki-medence helyközi járatai számára, amelyet a tér átalakításával 2019. augusztus 10-én a szomszédos Széll Kálmán térre költöztettek.

## Története
A XVIII. században a Johannes Platz nevet kapta (János tér), 1879 óta viseli mai nevét. Egy évszázadon át itt volt a régi Szent János-kórház.

### Az 1956-os forradalomban
Az 1956-os forradalom idején a második legjelentősebb fegyveres ellenálló központ volt a Corvin köz után.
Főleg budai fiatalok, bányászok és ipari tanulók százai harcoltak itt a betörő szovjet hadsereg ellen Szabó bácsi, az akkor 59 éves Szabó János tehergépkocsivezető irányítása alatt. (Szabót 1957. január 19-én kivégezték.) Az irányításban jelentős szerepe volt Szabó bácsin kívül Bán Róbert műszerésznek, Sillay Rudolf sofőrnek és a jugoszláv állampolgár Ekrem Kemál művezetőnek. A csoport kapcsolatban állt a közelben harcoló más felkelőkkel, így a várbeliekkel, a pasarétiekkel és a szabadság-hegyiekkel. (A Móricz Zsigmond körtériekkel már nem volt kapcsolatuk.)
Az ellenállás kezdetben a Margit híd budai hídfőjére koncentrálódott, ahol október 24-én és 25-én hídőrséget szerveztek. Részben ez a csoport hozta létre 26-án és 27-én a Széna téri ellenállást, vér nélkül elfoglalva a metróépítkezés munkásszállóját, a korábbi Margit körúti fogházat és a környező épületeket.
Csatlakozásuk idejére itt már spontán ellenálló csoport szerveződött (akik október 25-én jutottak fegyverhez). Vezetőjük ekkor még a 24 éves, Kertész Tivadar János volt, aki Zürichben fejezte be a műszaki egyetemet, miután nyugatra távozott 1956. december 2-án nővére családjával együtt. 1996-ban hazatért és Jósvafőn élt 2007. április 21-én bekövetkezett haláláig. Ott temették el, két lánya közül ma már csak a kisebbik él Zürichben.[forrás?] Szabó bácsi október 26-án, a nézelődők közül csatlakozott (még aznap éjszaka, vagy másnap választották parancsnokká), és ekkor jelent meg Ekrem Kemál is. A korábbi vezetők közül Szőnyi István és Csecskán Sándor neve ismert.
Az itt lévő iparitanuló-otthon lakói jelentősen gyarapították az ellenállók létszámát. A hídőrséggel nagyjából egyidőben, 26-án csatlakoztak az első pilisszentiváni bányászok, a későbbi Bányászbrigád magja.
A felkelők barikádokat építettek, ezek megerősítéséhez a Déli pályaudvarról vagonokat toltak oda.
Pest több helyszínétől, így a VIII. és IX. kerülettől eltérően a Széna téren nem folytak nagyon súlyos harcok. (De egy forrás, az Amerikai Egyesült Államok budapesti nagykövetsége egyik távirata súlyos harcokról számolt be a Moszkva tér környékén már október 25-én este 21.30-kor.)
A Bem laktanya tisztjei rá akarták bírni a felkelőket, hogy tegyék le a fegyvert és miközben folytak a tárgyalások, a magyar és szovjet hadsereg október 28-án hajnalban egy hirtelen támadással kiszorította a szabadságharcosokat a térről, de később visszafoglalták a bázist. A fegyverszünet idején a Petőfi laktanya katonái elkezdték a felkelők kiképzését. Ekkor a csoport már 800-900 felkelőből állt, akik ellenőrzésük alatt tartották a kerületi pártházat, a Központi Statisztikai Hivatal épületét, a Bécsi kaput, a hűvösvölgyi ÁVH-épületet és több pártvezető villáját. A központ a Maros utcai ÁVH-épületbe került, de ezt november 4-én kiürítették.
Amikor november 4-én bevonultak a szovjet tankok, mintegy 1400 felkelő próbálta őket megállítani a Széna térnél, sikertelenül. Egyes csoportjaik ezután másutt még tovább folytatták a harcot.

### A Széna tériek sorsa 1956 után

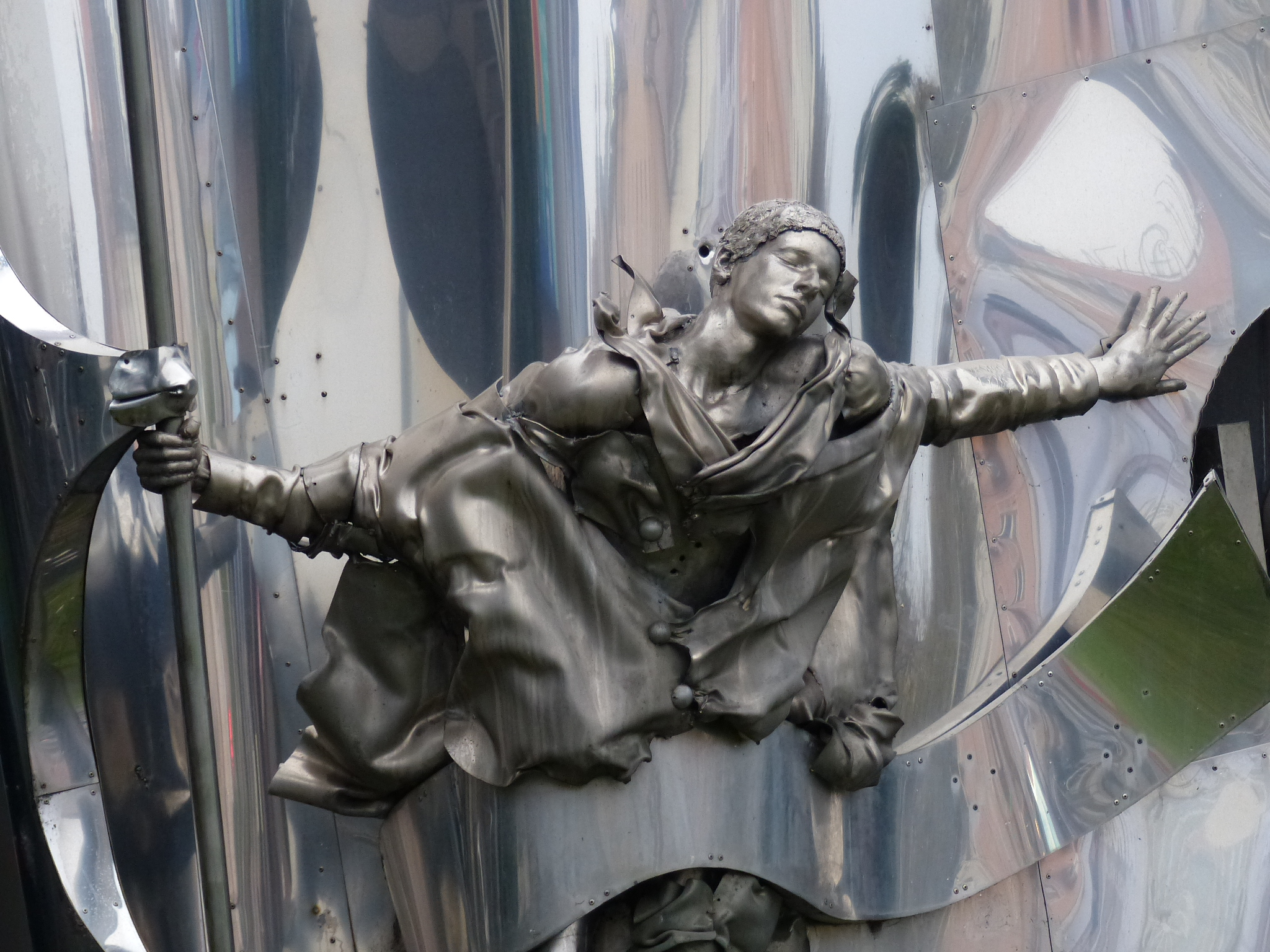
Árvai Ferenc 2001-es emlékműve a Mammut bevásárlóközpont oldalában

A forradalom elfojtása után sok Széna téri szabadságharcos elhagyta Magyarországot, az itthon maradottak közül pedig tizennégyet a megtorlás idején kivégeztek (egyedül Fónay Jenő kapott kegyelmet), sokakat börtönbe zártak.
Kivégezték Szabó Jánost, helyetteseit, Bán Róbertet és Ekrem Kemált, a részlegparancsnokok közül Czimer Tibort, Laurinyecz Andrást és Rusznyák Lászlót. Kokics Bélát és Pópa (Papp) Józsefet a november 4-ei harcokban betöltött szerepükért halálbüntetéssel sújtották. A többi kivégzett Széna téri felkelő – Folly Gábor, Garamszegi Alfréd, Kiss István, Kolonics János, Mansfeld Péter, Nagy József – nem elsősorban itteni tevékenységükért kapták a büntetést az ítéletek indoklása szerint.
Eörsi László történész szerint a volt Széna téri felkelők eredetileg harmadik utas, jugoszláv típusú szocialista rendszert képzeltek el, liberális vagy horthysta kevés volt köztük. A túlélők többségének élete a Kádár-rendszerben szerencsétlen volt, családjukkal együtt diszkrimináció sújtotta őket, és Eörsi szerint emiatt sokan átértékelték korábbi nézeteiket, a politikai jobboldalhoz kerülve közel.

## Emlékpark
A tér északi részét (Margit körút – Bakfark Bálint utca –Varsányi Irén utca – Csalogány utca által határolt területre) 2019-ben kezdték meg felújítani, elbontották a megszűnt buszpályaudvar épületét, és részben az 1956-os forradalomban betöltött szerepére emlékezve közparkot alakítottak ki Markus Gábor tervei alapján, amelyet 2022 őszén adtak át.